# 秋史體
秋史體是朝鮮王朝著名書法家金正喜獨創的書法字體。1841年8月，金正喜被流放到濟州島，在此埋頭於讀書和藝術創作，書法成就也漸趨成熟。秋史體蒼勁有力，險峻高古，是金正喜悲憤不平的心情在紙上的反映。儘管並沒有得到時人的認同，卻贏得了後世的推崇。